# Brandsville
Brandsville is een plaats (city) in de Amerikaanse staat Missouri, en valt bestuurlijk gezien onder Howell County.

## Demografie
Bij de volkstelling in 2000 werd het aantal inwoners vastgesteld op 174.
In 2006 is het aantal inwoners door het United States Census Bureau geschat op 181, een stijging van 7 (4,0%).

## Geografie
Volgens het United States Census Bureau beslaat de plaats een oppervlakte van
1,2 km², geheel bestaande uit land. Brandsville ligt op ongeveer 250 m boven zeeniveau.

## Plaatsen in de nabije omgeving
De onderstaande figuur toont nabijgelegen plaatsen in een straal van 28 km rond Brandsville.